# Cyrtodactylus thirakhupti
Cyrtodactylus thirakhupti là một loài thằn lằn trong họ Gekkonidae. Loài này được Pauwels, Bauer, Sumontha & Chanhome mô tả khoa học đầu tiên năm 2004.